# 34 (số)
34 (ba mươi bốn) là một số tự nhiên ngay sau 33 và ngay trước 35.